# ديفيد والتون (عالم نبات)
ديفيد والتون (بالإنجليزية: David Walton)‏‏ (1945 - 12 فبراير 2019 ) عالم بيئة، وعالم نبات من المملكة المتحدة.